# Liste der osttimoresischen Botschafter in Laos

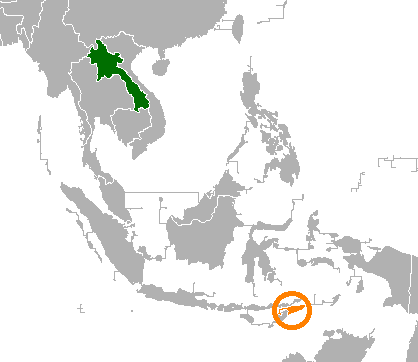
Laos (grün) und Osttimor (orange)

Diese Liste führt die osttimoresischen Botschafter in Laos auf. Die Botschaft befindet sich in Brichane Road, Phonsinoun Village, Sisattanack District, Vientiane.

## Hintergrund
Die Beziehungen zwischen Laos und Osttimor werden derzeit ausgeweitet. Osttimor bereitet seinen Beitritt zu den ASEAN vor, indem es Botschaften in den Mitgliedsstaaten eröffnet.
2016 wurde mit Natália Carrascalão Antunes von Staatspräsident Taur Matan Ruak die erste Botschafterin Osttimors in Laos ernannt.
| Name                         | Bild | Amtszeit  | Anmerkungen                                                                                          |
| ---------------------------- | ---- | --------- | --- |
| Nilton Saad                  |      |           | Zweiter Sekretär und Geschäftsbeauftragte (interim)                                                  |
| Natália Carrascalão Antunes  |      | 2016–2020 | Erste Botschafterin Osttimors in Laos; Ernennung: 15. Dezember 2016; Verabschiedung: 25. Januar 2020 |
| Maria Renata Caldas de Jesus |      | 2020–2023 | Ernennung: 28. Januar 2020                                                                           |
| Filomeno Aleixo              |      | 2023–2025 | Vereidigung: 12. Dezember 2023                                                                       |
| João Câmara                  |      | ab 2025   | Vereidigung: 29. Juli 2025                                                                           |